# Demografia della Nigeria
La Nigeria è il più popoloso Stato dell'Africa e conta all'incirca un quarto degli abitanti dell'Africa occidentale.  Più di 24 città del Paese superano i 100 000 abitanti. La grande varietà di usi e costumi, lingue e tradizioni tra i 250 gruppi etnici della Nigeria danno al paese una ricca diversità.
Il gruppo etnico dominante i due terzi settentrionali del paese è quello Hausa, la grande maggioranza dei quali è di fede islamica. Altri gruppi etnici maggiori del nord sono i Fulani e i Kanuri.
La popolazione Yoruba è predominante nel sud-ovest. Più della metà degli Yoruba è Cristiana e circa un quarto è di fede islamica, mentre la rimanente parte segue religioni animiste tradizionali. Gli Igbo, in maggioranza Cristiani, sono il gruppo etnico maggioritario nel sud-est. Il cattolico è il culto più seguito, ma anche la Chiesa evangelica e pentecostale hanno un buon seguito. Gli Efik, gli Ibibio, e i Ijaw (il quarto gruppo etnico del paese per numero) assommano ad un buon numero degli abitanti dell'area. La lingua di comunicazione utilizzata tra persone di etnie diverse è l'inglese, prevalentemente in una versione semplificata detta comunemente broken english o pidgin english. Molti Nigeriani, oltre alla lingua della propria etnia, ne conoscono spesso almeno una seconda. Hausa, yoruba, e igbo sono le lingue nigeriane usate più largamente.
A differenza del nord e del sud, l'area centrale definita Middle Belt è caratterizzata da una grande diversità etnica. I gruppi presenti in questa regione sono Nupe, Gbagyi, Igala, Idoma, Jukun, Tiv, Berom, Ebira, Tarok e altri ancora, nessuno dei quali è dominante.

## Statistiche

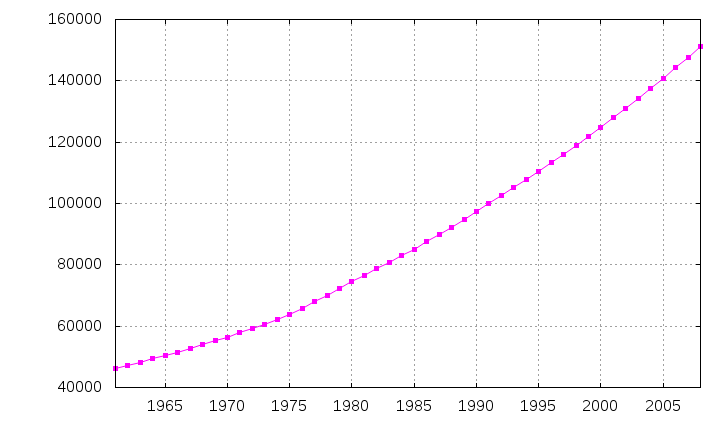
Crescita demografica nigeriana dal 1961 al 2003

### Popolazione
123,337,822
Le stime per questo paese tengono esplicitamente conto dell'eccesso di mortalità dovuto all'AIDS. Questo porta a una minore aspettativa di vita, a tassi di mortalità infantile e di mortalità in generale più alti, minori tassi di crescita della popolazione e cambiamenti della distribuzione della popolazione per sesso e per fasce di età, che sono quindi diversi da quelli che ci si sarebbe aspettati (stime del luglio 2000).

### Distribuzione fasce d'età
| Fascia           | Percentuale | Maschi     | Femmine    |
| ---------------- | ----------- | ---------- | ---------- |
| 0-14 anni        | 42%         | 27.181.020 | 26.872.317 |
| 15-64 anni:      | 51%         | 33.495.794 | 32.337.193 |
| 65 anni e oltre: | 7%          | 1.729.149  | 1.722.349  |

(2000 stima)

### Statistiche vitali
Nota: i dati sono stime del 2000
- Tasso di crescita: 2,67%
- Tasso di natalità: 40,36/1.000 abitanti
- Tasso di mortalità: 13,72/1.000 abitanti
- Tasso di migrazione netto:  0,28 migranti/1.000 abitanti
- Ratio di genere:
  - alla nascita: 1,03 maschi/femmina
  - sotto i 15 anni: 1,01 maschi/femmine
  - 15-64 anni: 1,04 maschi/femmine
  - 65 anni e oltre: 1 maschio/femmine
  - Popolazione totale: 1,02 maschi/femmine
- Tasso di mortalità infantile: 74,18 morti/1.000 nati vivi
- Aspettativa di vita alla nascita:
  - Popolazione totale: 51,56 anni
  - maschi: 51,58 anni
  - femmine: 51,55 anni
- Tasso di fertilità: 5,66 nati/donna

### Nazionalità
nome:  Nigeriano
aggettivo: Nigeriano

### Gruppi etnici
La Nigeria, che è il paese africano più popoloso, è abitata da più di 250 gruppi etnici. Quelli elencati sono i maggiori per numero ed influenza politica: Hausa e Fulani 29%, Yoruba 21%, Igbo (Ibo) 18%, Ijaw 10%, Kanuri 4%, Ibibio 3.5%, Tiv 2.5%

### Religioni (2000 stima)
I dati riportati sono controversi, e provengono da una fonte cristiana (Operation World, 2000, di Patrick Johnstone e Jason Mandryk). Per ragioni politiche fin dal 1963 le questioni religiose vengono escluse dai censimenti. Sia i musulmani sia i cristiani dichiarano di essere la maggioranza.
Bisogna inoltre annotare che circa 8 milioni di Nigeriani appartengono a più di un culto Cristiano contemporaneamente, e che è frequente il passaggio senza cancellazione dalle chiese protestanti a quelle "Cristiane africane". Per questo il totale degli adepti alle Chiese cristiane è superiore al totale dei cristiani.
- Cristiani: 52.6% (Per la maggior parte nel sud e nella parte centrale del paese)
  - Protestanti: 26% 
    - Pentecostali: 10.9%
    - Anglicani: 10.1%
    - Chiesa Evangelica dell'Africa occidentale: 4.1% (nata dalla Sudan Interior Mission)
    - TEKAN: 2.8% (nata dalla Sudan United Mission)
    - Battisti: 1.6%
    - Metodisti: 1.5%
    - Altri Protestanti: 2.7%

  - Cristiani Africani: 18.25% (Denominazioni senza legami con Chiese occidentali)
    - Cristo Apostolico: 1.8%
    - Chiesadi Dio Missione Internazionale: 1.25%
    - Aladura: 1.1%
    - Cherubim and Seraphim: 0.7%
    - Chiesa della Vita più profonda nella Bibbia: 0.7%
    - Altre cristiane africane: 12.7% (più di 4200 denominazioni)

  - Cattolici: 13.45%
  - Cristiani marginali/Cristiani non affiliati 2.1% 
    - Testimoni di Geova: 0.5%
    - Altri Cristiani marginali: 1.6%
- Musulmani: 41%. La maggior parte dei quali Sunniti (Predominanti nel nord, circa 25% della popolazione nel sud-ovest)
- Culti Indigeni: 6%
- Non-religiosi/Altro: 0.4% (Per la maggior parte intellettuali urbanizzati)

### Lingue
Inglese (ufficiale), Hausa, Yoruba, Igbo (Ibo), Fulani, e altre

### Alfabetizzazione
Stima del 1995
definizione: maggiori di 15 anni che possono leggere e scrivere
- popolazione totale: 61.3%
- maschi: 67.3%
- femmine: 52.3%